# 古巴 (阿拉巴马州)
古巴（英文：Cuba），是美国阿拉巴马州下属的一座城市。面积约为4.06平方英里（约合10.52平方公里）。根据2010年美国人口普查，该市有人口346人，人口密度为85.18/平方英里（约合32.89/平方公里）。